# Пальяра
Пальяра (італ. Pagliara, сиц. Pagghiara) — муніципалітет в Італії, у регіоні Сицилія, метрополійне місто Мессіна.
Пальяра розташована на відстані близько 500 км на південний схід від Рима, 180 км на схід від Палермо, 28 км на південний захід від Мессіни.
Населення — 1203 особи (2014).
Щорічний фестиваль відбувається 20 січня. Покровитель — San Sebastiano.

## Демографія
Населення за роками:

Станом на 1 січня 2023 року в муніципалітеті офіційно проживав 51 іноземець з 8 країн, серед них 41 громадянин країн Євросоюзу та 2 громадяни України.

## Сусідні муніципалітети
- Фурчі-Сікуло
- Манданічі
- Роккалумера
- Санта-Лучія-дель-Мела